# ランズエンド (企業)
ランズエンド（Lands' End）は、米国最大手のカジュアルウェア通販会社。

## 概要
ウィスコンシン州ドッジヴィルを本拠とし、販売の大部分はカタログやインターネットによって行われるが、米国中西部地域北部に直営店も展開している。社名の由来は、コーンウォール州の西端に位置する岬のランズ・エンド。アポストロフィの位置が違うのは、創業時のミス・タイプが原因で、すでに宣伝パンフが完成しており、創業者がミス・タイプを正式の社名としたためである。

## 沿革
1963年に創業者ゲーリー・コマーがイリノイ州シカゴでヨット装備品販売会社として設立、大成功を収めたため、一般衣料にも進出し、ウィスコンシン州に移った。1990年代末にインターネット販売も順調に軌道に乗り、販売も拡大した。2002年5月に米国総合小売業4位のシアーズが19億ドルで買収、シアーズ子会社となり、ランズ・エンドのブランドはシアーズの店舗でも販売されている。なお、イギリス、ドイツ、日本にも海外子会社を設立し、英国と日本では直営店も設置している。しかし日本法人は2022年末を持って撤退すると発表している。

## 主要商品
主力商品はワイシャツ、Tシャツ、ポロシャツ、ラガーシャツ、ジーパン、フリース、セーター、ジャケット、ブレザーほか婦人・子供向け衣料である。ベーシックなカジュアル中心で流行の変化にはそれほど敏感ではない。日本のユニクロは当初ランズ・エンド製品との類似が多かった。

### デルタ航空の制服
2018年5月よりアメリカのデルタ航空は、制服をランズエンド社の製品に切り替えた。しかし切替直後から客室乗務員の一部より声帯機能不全や呼吸困難、皮膚の水ぶくれや発疹、目のかすみ、鼻血、耳鳴り、片頭痛、疲労などの症状を訴える声が相次ぎ、会社側の許可を得て別の制服を着用する者もいる。2019年12月には、客室乗務員ら500人あまりがランズエンドを相手取ってアメリカ連邦裁判所に訴訟を起こした。これについてランズエンド側は、問題とされた制服について「厳格な世界基準通り、あるいは基準を上回っている」と回答して対抗している。なお、同社の制服を着用している整備士や手荷物係などからは苦情が少ないとしている。

## 業績
2003年の売上は約16億ドル（約1,600億円）で、対前年比2%の増加であった。カタログ、インターネット、直営店、シアーズ店舗などの販売チャンネルのうち、カタログ販売が依然大きな比重を占める。